# Pseudhipposaurus
Pseudhipposaurus este un gen dispărut de biarmosuchian din ordinul terapsidelor care a trăit în perioada permianului târziu pe teritoriul actual al Africii de Sud. Specia tip a acestuia, Pseudhipposaurus kitchingi, a fost descrisă în 1952 de paleontologul sud-african Lieuwe Dirk Boonstra⁠(en)[traduceți].